# إدوين سيدني ستيوارت
وهو سياسي أمريكي وحاكم لولاية بنسلفانيا الأمريكية ينتمي إلى الحزب الجمهوري ولد إدوين سيدني ستيوارت 28 كانون الأول - ديسمبر من سنة 1853 في مدينة فيلادلفيا شغل ستيوارت منصب عمدة مدينة فيلادلفيا ما بين الاعوام1891 إلى عام 1895 أصبح إدوين سيدني ستيوارت حاكما على ولاية بنسلفانيا الأمريكية في سنة 1907 وشغل هذا المنصب إلى سنة 1911 توفي إدوين سيدني ستيوارت في أذار - مارس من سنة 1937.